# Phong trào dân quyền Hoa Kỳ

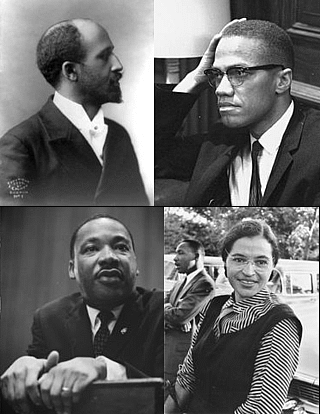
Các nhà lãnh đạo của phong trào: trên cùng bên trái: W. E. B. Du Bois; phía dưới: Martin Luther King et Rosa Parks. Malcolm X, ngay ở phía trên, phản đối phong trào này.

Phong trào vận động quyền công dân ở Hoa Kỳ (1954-1968) đề cập đến các phong trào vận động của người Mỹ nhằm xác lập xã hội bình đẳng chân chính về quyền lợi công dân bình đẳng cho người Mỹ da đen xác lập pháp luật phế trừ phân biệt chủng tộc. Mục sư Tân giáo Martin Luther King, sứ đồ của chủ nghĩa phi bạo lực, trở thành một trong những nhân vật trứ danh nhất của phong trào.

## Tham chiếu
1. ↑  "Mục tiêu của Malcolm X nâng cao sức mạnh của tầng lớp trung lưu da đen [...]" - Gilles Kepel, Phía tây Allah, Coll. Khảo nghiệm sự thật, Seuil, Paris, 1994, trg 61.

## Liên tiếp ngoại bộ
- Thư viện kỹ thuật số dân quyền Lưu trữ ngày 3 tháng 6 năm 2009 tại Wayback Machine - Thư viện kỹ thuật số Georgia, Mỹ.
- Cựu chiến binh phong trào dân quyền - một kho lưu trữ lịch sử gồm các cổng thông tin, tài liệu và hình ảnh được điều hành bởi trường Tougaloo.
- Tin tức truyền hình về kỷ nguyên dân quyền 1950-1970 – Đại học Virginia.